# Brusselse gewestverkiezingen 2009/Kandidatenlijst/MR
Dit is de kandidatenlijst van de MR voor de Brusselse gewestverkiezingen van 2009. De verkozenen staan vetgedrukt.

## Effectieven
1. Armand De Decker
2. Françoise Bertieaux
3. Didier Gosuin (FDF)
4. Martine Payfa (FDF)
5. Alain Destexhe
6. Caroline Persoons (FDF)
7. Françoise Schepmans
8. Gisèle Mandaila Malamba (FDF)
9. Willem Draps
10. Cécile Jodogne (FDF)
11. Vincent De Wolf
12. Serge de Patoul (FDF)
13. Marion Lemesre
14. Isabelle Molenberg (FDF)
15. Philippe Pivin
16. Béatrice Fraiteur (FDF)
17. Viviane Teitelbaum
18. Bruno Collard (FDF)
19. Michèle Hasquin-Nahum
20. Eric Bott (FDF)
21. Afaf Hemamou
22. Saït Kose (FDF)
23. Dominique Dufourny
24. Michel De Herde (FDF)
25. Nathalie Gilson
26. Amina Derbaki Sbaï (FDF)
27. Yves de Jonghe d'Ardoye
28. Christophe Gasia (FDF)
29. Anne Charlotte d'Ursel
30. Alain Back (FDF)
31. Angelina Chan
32. Alain Lefebvre (FDF)
33. Boris Dillies
34. Samuel Servaes (FDF)
35. Geoffroy Coomans de Brachène
36. Fanane Azmi (FDF)
37. Alain Vander Elst
38. Mohamed Reghif (FDF)
39. Geoffroy Clerckx
40. Steve Coeymans (FDF)
41. Patricia Vande Maele
42. Fabienne Winerlak-Kwiat
43. Monique Cassart
44. Filiz Güles (FDF)
45. Sadik Koksal
46. Jean-Jacques Boelpaepe (FDF)
47. Olivier de Clippele
48. Jacques Brotchi
49. Danielle Depré (FDF)
50. Azanga Mbulu (FDF)
51. Claire Vanden Stock
52. Marie-Paule Tshombe (FDF)
53. Myriam Bajat
54. Larbi Kaddour (FDF)
55. Jonathan Biermann
56. Myriam Vanderzippe (FDF)
57. Aliya Bandali
58. Geneviève Piette (FDF)
59. Sandrine Es
60. Françoise Charue (FDF)
61. Mohammed Barkhane
62. Christian Dereppe (FDF)
63. Gautier Calomne
64. Solange Pitroipa (FDF)
65. Charles Henri Dallemagne
66. Delphine Bourgeois (FDF)
67. Carine Gol-Lescot
68. Antoinette Spaak (FDF)
69. Alain Zenner
70. Bernard Clerfayt (FDF)
71. Corinne De Permentier
72. Olivier Maingain (FDF)

### Opvolgers
1. Michel Colson (FDF)
2. Jacqueline Rousseaux
3. Fatoumata Sidibé (FDF)
4. Gaëtan Van Goidsenhoven
5. Emmanuel De Bock (FDF)
6. Marc Cools
7. Marc Loewenstein (FDF)
8. Xavier Baeselen
9. Alain Nimegeers (FDF)
10. Isabelle Kempeneers
11. Lucile Baumerder (FDF)
12. Colienne Lejeune de Schiervel
13. Suzanne Coopmans (FDF)
14. Laurence Smajda
15. Monique Lévy-Dupont (FDF)
16. François-Xavier de Donnea